# Saul Kripke
Saul Aaron Kripke (13. listopadu 1940, Bay Shore, New York, USA – 15. září 2022, Plainsboro, New Jersey) byl americký filosof a logik, emeritní profesor university Princeton, jeden z nejvýznamnějších filosofů své doby, alespoň v anglosaském světě a analytické filosofii.

## Myšlení a dílo
Kripkeho významné příspěvky k filosofii jsou:
1. Sémantika pro modální logiku (Kripke semantics), kterou se zabývá od svého jinošství.
2. Kniha Naming and Necessity (založená na přednáškách z roku 1970, publikována 1972/1980), která výrazně ovlivnila filosofii jazyka a podle některých také „obnovila vážnost metafyziky“. V letech 1976-1983 byla třicátou nejcitovanější prací v humanitních a sociálních vědách.[1]
3. jeho interpretace Wittgensteina, zejména problému „soukromého jazyka“.
4. jeho teorie pravdy.
5. jeho teorie množin.